# The Somnambulist (film 1914 Kellette)
The Somnambulist è un cortometraggio muto del 1914. Il nome del regista non appare nei credit del film che venne sceneggiato da John W. Kellette. Prodotto dalla Thanhouser Film Corporation, era interpretato da Florence La Badie.

## Produzione
Il film fu prodotto dalla Thanhouser Film Corporation.

## Distribuzione
Distribuito dalla Mutual Film, il cortometraggio - della durata di una bobina - uscì nelle sale cinematografiche USA il 17 maggio 1914.